# Rin-Tin-Tin
Rin Tin Tin (também grafado Rin-Tin-Tin), (Lorraine, 10 de setembro de 1918 — Los Angeles, 10 de agosto de 1932)  foi um cachorro pastor alemão que estrelou várias séries e filmes, a partir da década de 1920 do século XX.

## Origem
No final da Primeira Guerra Mundial, em 15 de setembro de 1918, o Cabo Lee Duncan, da Força Expedicionária dos EUA, sob o comando do Capitão George Bryant, encontrou em Lorraine, na França, um canil alemão bombardeado e, num buraco, uma cadela com 5 cachorrinhos recém-nascidos. O regimento os adotou e, quando voltaram para Los Angeles, nos EUA, Duncan ficou com 2 filhotes, um macho e uma fêmea, e Bryant com os outros filhotes e a mãe, dos quais não se tem notícias.
Duncan chamou os filhotes de Nannette e Rin Tin Tin, o mesmo nome que os soldados franceses davam a uns bonequinhos de boa sorte, que sempre levavam consigo. Nannette contraiu pneumonia e morreu, e Duncan se dedicou a ensinar Rin Tin Tin, desenvolvendo suas habilidades e educando-o por 5 anos. Era um cão de pelo escuro e olhos negros.
Apelidado de Rinty por seu proprietário, o cão aprendeu truques e podia saltar grandes alturas. Ele foi transformado em um cão de shows pelo produtor cinematográfico Charles Jones, que pagou a Duncan para filmar Rinty. O primeiro Rin Tin Tin surgiu nas telas, assim, em 1922, em The Man From Hell's River, no papel de um lobo. Sua primeira aventura protagonizada no cinema foi em 1923, no filme Where The North Begins (“Onde o Norte Começa”), quando contracenou com a atriz do cinema mudo Claire Adams, sob a direção de Chester Franklyn. Credita-se ao enorme sucesso popular do cão artista, o salvamento da falência iminente da Warner Brothers. Outros filmes foram: Shadows of the North (“Sombras do Norte”) (1923), Clash of the Wolves (1925), A Dog of the Regiment (1927), Tiger Rose (1929). Até 1930, fez um total de 22 filmes.

## Rádio
Entre 1930 e 1955, "Rin Tin Tin" (nem sempre interpretado pelo cão original) atuou em 3 diferentes séries de rádio, iniciando em 5 de abril de 1930, com The Wonder Dog, em que o Rin Tin Tin original fez os efeitos sonoros até sua morte, em 1932, quando Rin Tin Tin Jr. deu continuidade. O seu programa de 15 minutos ia ao ar aos sábados, na Blue Network, passando posteriormente para as quintas-feiras.
Em setembro de 1930, o título do programa foi trocado de The Wonder Dog para Rin Tin Tin. Don Ameche e Junior McLain estrelavam a série, que terminou em 8 de junho de 1933. Patrocinada por Ken-L Ration, a série continuou na CBS de 5 de outubro de 1933 até 20 de maio de 1934, aos domingos.
Rin Tin Tin teve muitos concorrentes na época, entre eles Ranger, Strongheart e Lightining.

## Morte
Após a morte de Rin Tin Tin em 1932, em Los Angeles, — nos braços da atriz Jean Harlow, na época vizinha de Duncan —, seu proprietário conseguiu que fosse para seu país natal, para ser enterrado no Cimetière des Chiens, um renomado cemitério de animais de estimação em Paris, nos subúrbios de Asnières-sur-Seine. Ele morreu aos 14 anos de idade.

## Homenagem
"Rin Tin Tin" foi homenageado com uma estrela na Calçada da Fama, na 1623 Vine St.

## Linhagem
A linhagem de Rin Tin Tin não foi perdida com a morte de Lee Duncan em 20 de setembro de 1960; com sua aquiescência, a linhagem teve continuidade no Texas, com Jannettia Brodsgaard Propps, que possibilitou o nascimento de diversos descendentes diretos de Rin Tin Tin. Sua neta, Daphne Hereford, continuou a linhagem após a morte de Jannettia, em 17 de dezembro de 1988, até os dias atuais, no El Rancho Rin Tin Tin, em Latexo, Texas. Há vários descendentes de Rin Tin Tin através dos EUA.

## Sucessores
Os filhos de Rin Tin Tin também se tornaram cães artistas:
Rin Tin Tin, Jr. apareceu em 8 filmes e 3 seriados nos anos 30 e durante algum tempo, substituiu a voz do Rin Tin Tin original no rádio. Entre seus filmes estão:
- Caryl of the Mountain (“O Cão do Diabo”) (1936) – filme da Reliable;
- The Wolf Dog (“O Cachorro Lobo”) (1933) – seriado da Mascot;
- The Law of the Wild (“O Dominador das Selvas”) (1934) – seriado da Mascot, com o cavalo Rex;
- The Adventures of Rex and Rinty (“As Aventuras de Rex e Rinty”) (1935) – seriado da Mascot.

Em 1947, Rin Tin Tin III estrelou ao lado do jovem Robert Blake em The Return of Rin Tin Tin.
The Adventures of Rin Tin Tin, uma série de TV produzida pela ABC, foi veiculada de outubro de 1954 a maio de 1959. Ela apresentava o Rin Tin Tin IV de Duncan como cão guia, porém algumas cenas foram feitas por um cão de propriedade de Frank Barnes, chamado "J.R." e por outro cão de Duncan chamado "Hey You". A série era estrelada por Lee Aaker (Cabo Rusty), James Brown (Tenente Rip Masters) e Joe Sawyer (Sargento Bill O’Hara).

## Legado
Várias séries posteriores se utilizaram das idéias e do sucesso de Rin Tin Tin, usando cães amestrados em papéis de destaque. Nos anos 20, o sucesso financeiro de Rin Tin Tin, que chegou a rivalizar com atores como John Barrymore, para a Warner Brothers, inspirou várias imitações de outros estúdios, em busca da popularidade, tais como Ace the Wonder Dog (“Ace, o Cão Maravilha”), da RKO Pictures,  também um pastor alemão.
Produzida por Herbert B. Leonard, a série canadense de televisão Katts and Dog, entre 1988 e 1993, apresenta as aventuras de um policial e seu cão parceiro, sob o título Rin Tin Tin: K9 Cop. Já em 2006, foram produzidos uma série de filmes apresentando autênticos cães da linhagem de Rin Tin Tin, intitulados Rin Tin Tin: A Living Legacy.
O ator James Brown, que foi o Tenente Masters na série de TV em 1954, foi contratado em 1976 para fazer as aberturas da série em que havia participado nos anos 50. A série voltou ao ar mais uma vez com muita audiência.
Ele é citado numa música da banda britânica The Who, Who Are You, um dos maiores sucessos do grupo no fim dos anos 70, que depois se tornou música-tema de uma série de televisão também popular no século XXI, CSI: Crime Scene Investigation.
Há uma série brasileira da década de 60, sob a produção de Ary Fernandes, O Vigilante Rodoviário, que também apresenta um cão, denominado Lobo, parceiro de aventuras de um policial rodoviário, interpretado por Carlos Miranda.

## No Brasil

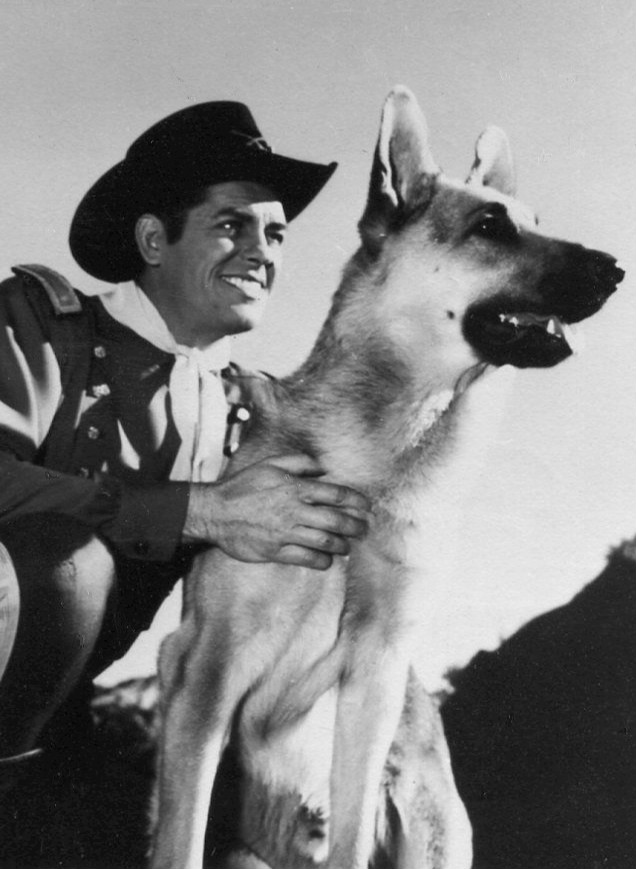
O ator James Brown, intérprete do Tenente Masters, com Rin Tin Tin, astros da série de TV exibida originalmente entre 1954 e 1959

No Brasil, fez grande sucesso a série produzida entre 1954 e 1959. Narrava a história de Rin Tin Tin, o cachorro que acompanhava uma unidade da cavalaria dos Estados Unidos no final do século XIX, sediada no Forte Apache. Seu melhor amigo era o Cabo Rusty (Lee Aaker, nascido em 1943), um garoto que perdeu os pais em um ataque dos índios e foi adotado pela corporação, se tornando uma espécie de mascote. Sempre que havia algum problema e Rusty necessitava da ajuda de seu amigo canino, gritava Yo ho Rinty! e Rin Tin Tin aparecia para ajudar. Dentre seus amigos soldados estavam o atrapalhado Sargento O`Hara e o Tenente "Rip" Masters. 

### Dublagem
A série, no Brasil, teve a voz do então ator mirim Reginaldo Faria, dublando o Cabo Rusty.

### Brinquedos
Mediante o sucesso da série na TV brasileira, vários brinquedos foram fabricados na época, entre eles o Forte Apache, no Brasil fabricado pela Gulliver, e o Forte Rin Tin Tin, fabricado pela Trol.

## Filmografia
- Man from Hell's River (1922);
- Where the North Begins (“Onde o Norte Começa”) (1923);
- Shadows of the North  (“Sombras do Norte”) (1923);
- Find Your Man (“Procura Teu Dono”) (1924) - filme escrito em quatro dias pelo então jovem de 24 anos Darryl F. Zanuck, que muitas vezes se ocultava sob os nomes Gregory Rogers ou Mark Caufield;
- The Lighthouse by the Sea (“O Farol da Ponte do Mar”) (1924);
- Tracked in the Snow Country (“Perdidos nas Regiões Geladas”) (1925);
- Clash of the Wolves (“Colisão de Feras”) (1925);
- Below the Line (“Os Cães Iguais aos Homens”) (1925);
- Hero of Big Snows (“O Herói das Grandes Neves”) (1926) – escrito por Darryl Zanuck;
- The Night Cry (“O Grito da Noite”) (1926);
- While London Sleeps (“Enquanto Londres Dorme”) (1926);
- Hills of Kentucky (“O Terror das Montanhas”) (1927);
- Tracked by the Police  (“No Meio do Abismo”) (1927) – escrito por Darryl Zanuck. Com a cadela Nannette;
- A Dog of the Regiment (“Camarada é Camarada”) (1927);
- Jaws of Steel (“Maxilas de Aço”) (1927);
- A Race for Life (“A Vitória de Rin Tin Tin”) (1928);
- Rinty of the Desert (“Rin Tin Tin no Deserto”) (1928);
- Land of Silver Fox (“O Heroísmo de Rin Tin Tin”/”Ódio e Recompensa”) (1928);
- The Million Dollar Collar (“Na Pista do Mistério”) (1929);
- Frozen River (“Fome de Ouro”) (1929);
- Tiger Rose (“Mulher de Vontade”) (1929);
- The Show of Shows (“A Parada das Maravilhas”) (1929) – um supermusical da Warner que reunia todo o seu elenco de astros e estrelas;
- On the Border (1930) – totalmente sonoro.
- The Man Hunter (1930) – totalmente sonoro.
- Rough Waters (“O Trovão”) (1930) – totalmente sonoro.
- The Lone Defender (“Sentinela Abançada”) (1930) – seriado da Mascot Pictures, com 12 episódios;[7]
- The Lightning Warrior (“O Grande Guerreiro”) (1931) – seriado da Mascot, com 12 episódios. Distribuído no Brasil pela Universal;[8]
- Human Targets – último filme, feito pela Big 4. Não exibido no Brasil.